# تتا گاو
تتا گاو یک ستاره است که در صورت فلکی ثور قرار دارد.